# Qu Bo
Cet article concerne un footballeur. Pour l'écrivain, voir Qu Bo (écrivain).
Qu Bo, né le 15 juillet 1981 à Tianjin (Chine), est un footballeur chinois, aujourd'hui retraité, qui joue au poste d'attaquant.